# RFLNA
RFLNA (англ. Refilin A) – білок, який кодується однойменним геном, розташованим у людей на 12-й хромосомі. Довжина поліпептидного ланцюга білка становить 216 амінокислот, а молекулярна маса — 23 610.
| 10         |  | 20         |  | 30         |  | 40         |  | 50         |
| ---------- |  | ---------- |  | ---------- |  | ---------- |  | ---------- |
| MVGHLHLQGM |  | EDSLKEQGRE |  | GLLDSPDSGL |  | PPSPSPSPPF |  | YSLAPGILDA |
| RAGGAGASSE |  | PPGPSEARAP |  | PSQLPNPPAS |  | EMRPRMLPVF |  | FGESIKVNPE |
| PTHEIRCNSE |  | VKYASEKHFQ |  | DKVFYAPVPT |  | VTAYSETIVA |  | APNCTWRNYR |
| SQLTLEPRPR |  | ALRFRSTTII |  | FPKHARSTFR |  | TTLHCSLGRP |  | SRWFTASVQL |
| QLCQDPAPSL |  | LGPATL     |  |            |  |            |  |            |

A: Аланін

C: Цистеїн

D: Аспарагінова кислота

E: Глутамінова кислота

F: Фенілаланін

G: Гліцин

H: Гістидин

I: Ізолейцин

K: Лізин

L: Лейцин

M: Метіонін

N: Аспарагін

P: Пролін

Q: Глутамін

R: Аргінін

S: Серин

T: Треонін

V: Валін

W: Триптофан

Задіяний у таких біологічних процесах, як альтернативний сплайсинг, метилювання. 
Локалізований у цитоплазмі, цитоскелеті.